# Ejnar Eising
Ejnar Eising, född 11 augusti 1909 i Köpenhamn, död 26 januari 1995 i Frederiksberg, var en dansk konstnär och konsthantverkare. 
Han var son till murarmästaren Esper Jensen Eising och Else Marie Søndergaard och från 1937 gift med pianisten Edel Marie Perm. Efter avlagd studentexamen 1928 studerade Eising vid den Tekniska skolan i Köpenhamn där han studerade grafik för Povl Christensen och Svend Lindstrøm 1928-1930. Därefter studerade han för Aksel Jørgensen och Kræsten Iversen vid danska konstakademien i Köpenhamn 1930-1934 och Freskoskolen för Elof Risebye 1934-1935. Han studerade glasetsning och möbeldesign för den nederländska arkitekten FC Ledeboer 1934-1935 och blev därefter anställd vid Assja Turgenjevas ateljé i Dornach, Schweiz där han arbetade med glasetsning 1936. Bland hans offentliga arbeten märks väggmålningen Elements Lord och ett etsat fönster vid Rudolf Steiner School i North Hampton. Hans konst består av porträtt, figurkompositioner, skogslandskap i olika tekniker, han har även utfört glasetsningar och ritningar för konstindustriella föremål.  